# Monareczka maskowa
Monareczka maskowa, monarka maskowa (Symposiachrus julianae) – gatunek małego ptaka z rodziny monarek (Monarchidae). Jest endemitem indonezyjskiej wyspy Kofiau. Jest bliski zagrożenia wyginięciem.

## Taksonomia
Gatunek został pierwotnie opisany w rodzaju Monarcha, ale w 2009 roku został przeniesiony do rodzaju Symposiachrus.
Nie wyróżnia się podgatunków.

## Morfologia
Długość ciała 16 cm. Wierzch ciała szary, spód biały, twarz czarna, dziób srebrnoszary. Spód ogona jest biały z czarnym pasem u podstawy i cienką czarną linią na końcu. Obie płcie są do siebie podobne.

## Występowanie
Gatunek występuje endemicznie na wyspie Kofiau o powierzchni 144 km² w Papui Zachodniej, w Indonezji, gdzie jest pospolity i szeroko rozpowszechniony w lasach nizinnych, w tym w lasach wtórnych.

## Zdobywanie pokarmu
Niewiele wiadomo. Zdobywa pokarm wśród wysokich koron drzew, pojedynczo, w parach lub w małych grupach, często składających się z 2–5 osobników dorosłych i 1–2 młodych.

## Status i zagrożenia
Monareczka maskowa ma niewielki zasięg i prawdopodobnie stosunkowo niewielką populację, a jej siedlisko jest stopniowo niszczone i degradowane. W związku z tym w Czerwonej księdze gatunków zagrożonych IUCN jest zaliczana do gatunków bliskich zagrożenia (NT – Near Threatened).
Wielkość populacji jest nieznana. Wcześniej szacowano ją na 2500–10 000 dojrzałych osobników, jednak były to w dużej mierze spekulacje, a nie konkretne dane dotyczące gatunku. Powierzchnia wyspy wynosi 144 km², z czego lasy zajmują około 123 km² (stan na 2020). Chociaż brakuje danych na temat zagęszczenia, w 2009 roku gatunek został opisany jako liczny i jeden z najpospolitszych dziewięciu gatunków ptaków na wyspie. Istnieją dodatkowe doniesienia o wycince drzew wskazujące na degradację, która, jak się ostrożnie uważa, powoduje powolny spadek liczby dojrzałych osobników.